# گرمابه سعدیه
گرمابه سعدیه مربوط به دوره قاجار است و در قزوین، خیابان امام، داخل مجموعه سعد السلطنه واقع شده و این اثر در تاریخ ۱۱ مرداد ۱۳۸۴ با شمارهٔ ثبت ۱۲۵۹۸ به‌عنوان یکی از آثار ملی ایران به ثبت رسیده‌است.